# Haunsperger (Adelsgeschlecht)

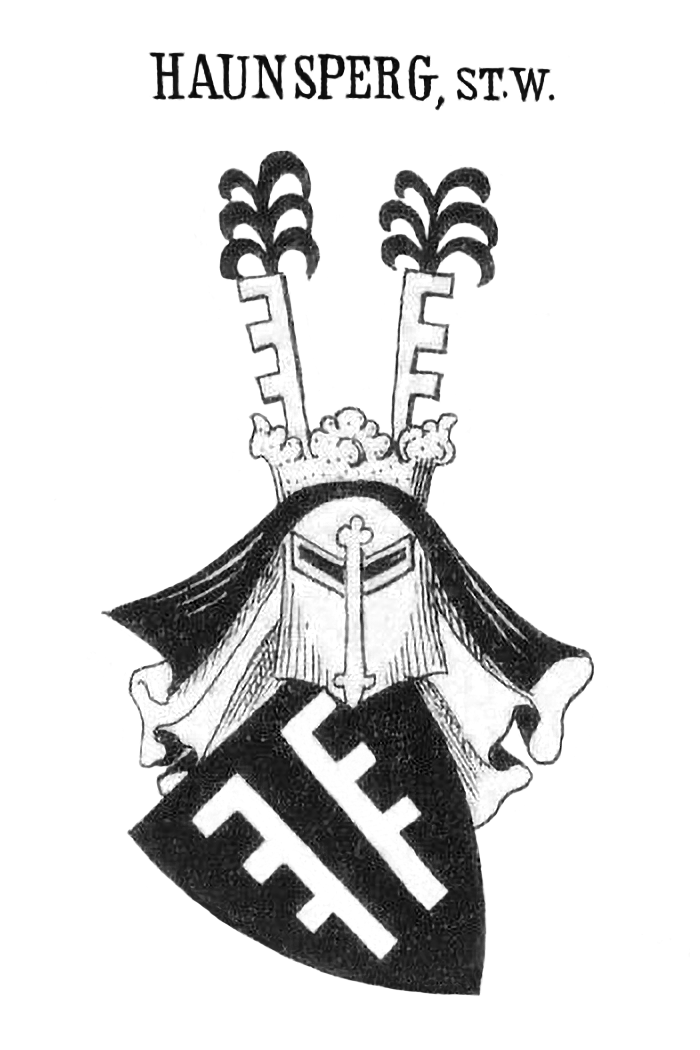
Stammwappen der Haunsperger nach Johann Siebmachers Wappen-Buch

Die Haunsperger (oftmals auch Haunsberger geschrieben) gehörten zu den edelfreien Salzburger Adelsfamilien. Das 1670 in den Reichsgrafenstand erhobene Geschlecht ist 1724 im Mannesstamm erloschen.

## Familiengeschichte

### Überblick
Das Stammgebiet der Haunsperger war der nördliche Flachgau im Salzburger Land. Ihr Herrschaftsgebiet reichte von der Gegend des sogenannten Rinderholzes – der Grenzscheide bei Straßwalchen – im Osten, bis zur Salzach im Westen und dem Weilhartforst im Nordwesten (Tarsdorf) und schließlich bis in die Gegend der oberen Oichten bei Michaelbeuern in Norden. In ihrer Herrschaft befanden sich zahlreiche Rittersitze, wie etwa die in Nußdorf, Eberharten, Reitsberg, Eitelsberg, Willenberg, Riedlkam, Bruck, Lamprechtshausen, Schwerting, Stockham, Jedendorf, Elling, Eglsee, Nopping, Göming, Oberndorf, Eching, Holzhausen, Roding, Weidenthal, Weidach, Steinbach etc. Die dort ansässigen Ritterfamilien waren Ministerialen der Haunsperger.
Hans von Haunsperg kämpfte 1322 unter den Salzburger Adeligen in der Schlacht bei Mühldorf.
Die Familienchronik der Haunsperger, die im Jahr 1587 von Jakob von Haunsberg von Vachenlueg († 1590) im Jahre 1587 verfasst wurde, befindet sich in der Bibliothek der Benediktinerabtei Michaelbeuern.

### Stammsitze am Haunsberg
Die Familie gliedert sich in drei Linien:

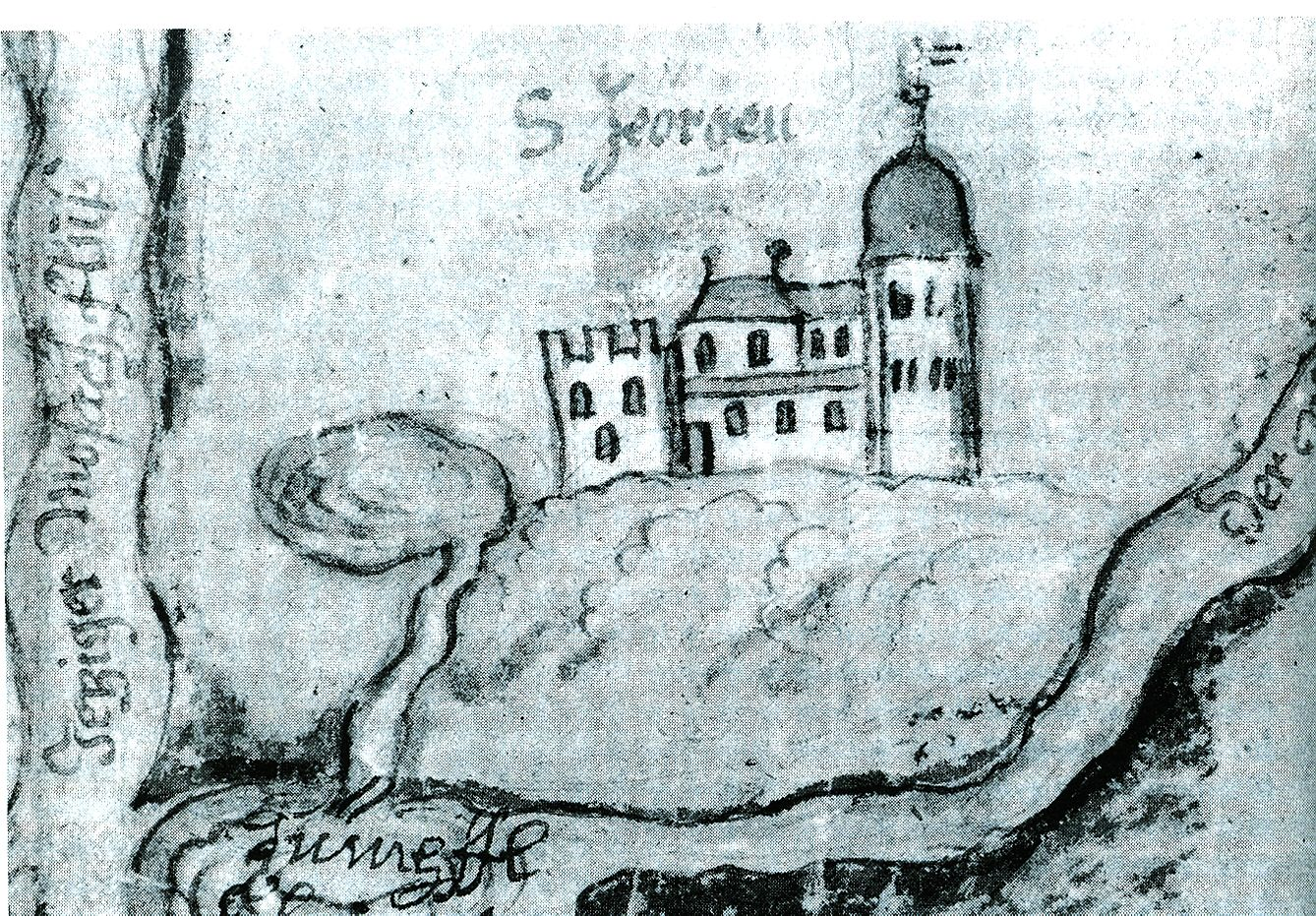
Burg von St. Georgen an der Salzach um 1600

Eine Linie der Haunsperger hatte ihre Burg an der Grenze zum Innviertel, an der Stelle, wo heute die Pfarrkirche St. Georgen bei Salzburg steht. Der hier um 1100 erstgenannte Haunsberger ist Friedrich I. Auf ihn folgten Friedrich II. († um 1160), Gottschalk I. († 1167) und dann des Gottschalks Sohn Ulrich I. Die Kirche in Sankt Georgen wird bereits in der Notitia Arnonis erwähnt; die edelfreie Mechtild von Haunsperg stiftete diese Kirche vermutlich 1211. Im gleichen Jahr wurde diese Burg an den Salzburger Erzbischof Eberhard II. von Regensberg verkauft. Im Jahr 1215 endete mit dem Tod Gottschalks II. diese Linie der Haunsperger. Die dortige Burg bestand weiter bis ca. 1600, die Hofmarksrechte gingen aber an die Kirche über.
Die zweite Linie besaß das sogenannte Obere Schloss am Haunsberg, in der Nähe des heutigen Wirtshauses von Au, nahe der Kaiserbuche. Dieses brannte jedoch 1500 ab und es blieb nur eine Ruine. Nach dem Aussterben der Grafen von Lebenau 1229 mussten sich die Haunsperger dem Erzbischof von Salzburg unterwerfen. 1211 wurde Gottschalk von Haunsperg zum Burgpfleger auf der oberen Burg Haunsperg eingesetzt, obwohl sie schon von seinen Vorfahren dem Stift Sankt Peter in Salzburg übergeben worden ist.

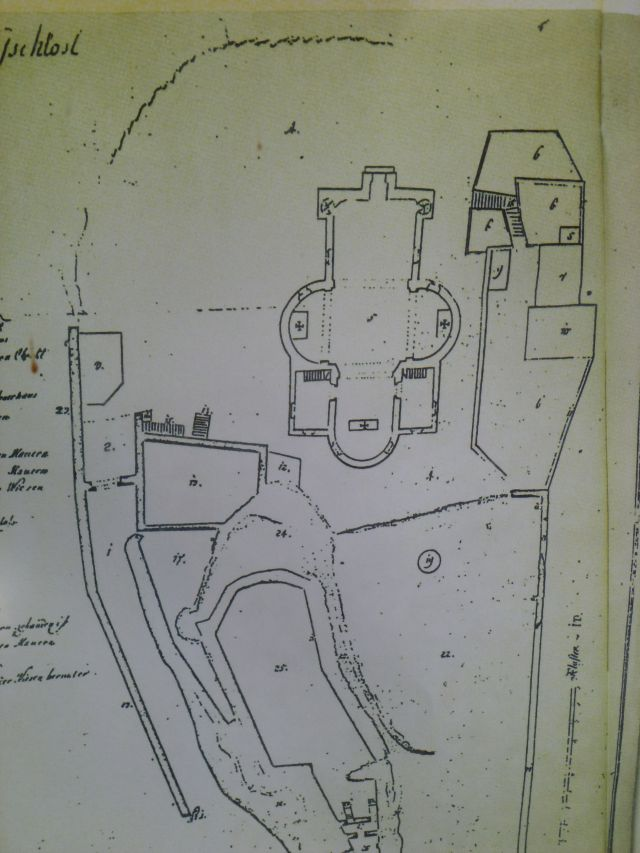
Plan der Burg Haunsperg (Unteres Schloss)

Die dritte Linie hatte das Untere Schloss Haunsperg, oberhalb der Kirche Sankt Pangraz, inne. Dieses war Mitte des 12. Jahrhunderts Ort einer Übergabe der Haunsperger an das Stift St. Peter in Salzburg. Dabei waren Gotscakle von Haunsperg, Gerhart de Drum und sein Sohn Wolftrigil Zeugen. 1285 war ein Hartnid von Haunsperg Zeuge in einem Schiedsgericht zwischen dem Erzbischof Rudolf und Friedrich von Pettau. 1307 gab Erzbischof Konrad IV. von Fohnsdorf dem Ulrich von Haunsperg und seiner Frau Adelein ein Geldgeschenk als Morgengabe. 1306 war aber bereits ein Seibot von Noppingen Burggraf am Haunsberg, dem dann eine Reihe verschiedener Pfleger folgte.

### Burgen und Schlösser der Haunsperger im Land ob der Enns
Die Besitzungen der Haunsberger reichten weiter über den Attergau und Traungau bis zur Donau, wo sie um die Mitte des 12. Jahrhunderts die Herrschaft Linz als passauisches Lehen erwarben. Um 1150 verschwanden die vorher hier ansässigen Herren von Linz aus den Urkunden, die ebenfalls als Lehensleute Passaus anzusehen sind, unter der Oberlehnsherrschaft der Baiernherzöge. Zur selben Zeit baute Passau Ebelsberg zu seinem Stützpunkt im Linzer Raum aus; um diese Zeit dürften die Haunsperger als Nachfolger der Herren von Linz das passauische Lehen Linz übernommen haben. Um 1205/1206 erwarb allerdings der Babenberger Herzog Leopold VI. von Österreich und Steiermark von Gottschalk II. die im Werden begriffene Stadt Linz mit ihrer Burg.
Im Mühlviertel gründeten die Haunsperger die Rodungsherrschaften von Burg Wildberg (in der Gemeinde Kirchschlag bei Linz) und Burg Riedegg, die von der Donau bis zur böhmischen Grenze, der Moldau, reichten. Der Beginn der dortigen Herrschaft Haunsperg im Mühlviertel liegt im Dunklen. Aber 1198 sandte Gottschalk II. die Herrschaft Wildberg dem Passauer Bischof auf, damit dieser seinen Schwager Gundaker II. von Steyr und Steinbach, der Gottschalks Schwester Adelheid geehelicht hatte, damit belehnte. Dessen Familie nannte sich ab 1236 nach der Burg Starhemberg bei Haag von Starhemberg.
Riedegg wurde von Gottschalk II. dem Haunsperger ebenfalls dem Hochstift Passau aufgesandt, um das Erbe seiner Tochter sicherzustellen, und wieder als Passauer Lehen genommen. Aber bereits 1256 wurde Ulrich Lobenstein als pfandweiser Besitzer des Lehens zu Riedegg genannt.

### Weitere Burgen und Schlösser der Haunsperger im Land Salzburg
Im Salzburger Land wird 1211 die Stammburg Haunsberg an den Erzbischof von Salzburg, Eberhard II. von Regensberg, übergeben. 1215 wird mit dem Tod Gottschalks II. der Schlusspunkt in der Ahnenreihe der hier beheimateten Haunsberger gesetzt.
Die zerstreuten Besitzungen der Haunsperger reichten weit nach Bayern, Tirol, Kärnten, Steiermark und Oberösterreich. Auch im Pinzgau und im Pongau waren sie begütert. Sie waren auch Eigentümer vieler Zehentrechte und des Wildbades in der Gastein oder dem Heilprunner Mittereck (heute Hotel Straubinger) in Gastein. 1588 wurde Magdalena von Haunsperg mit dem Strasshof belehnt, 1599 erwirbt Sebastian von Haunsperg die Lehensgerechtsame von den Weitmosern (seine Mutter war eine Gertraud Weitmoserin), 1609 folgt ihm sein Sohn Ferdinand nach, ehe es auf dem Heiratsweg an die Maxlrain fällt.
In der Stadt Salzburg besaßen die Haunsperger einen Wohnturm. Dieser Haunspergerhof stand an der Stelle des Hauses Mozartplatz 4 (das spätere Stadtpalais Rehlingen). Es ist auf der Schedelschen Weltchronik von 1493 deutlich zu erkennen und war damals direkt an der Salzach gelegen. Er hob sich ebenso wie das mittelalterliche Rathaus durch seine wehrhafte Form deutlich von den bürgerlichen Häusern ab. Zur Salzach hin hatte der Haunspergerhof wegen der Hochwassergefahr kein Tor. Aber er hatte ein nicht von einer Wache besetztes großes Fenster, durch das „man bei Tag und Nacht ein- und ausgehet“. Der Verkehr durch dieses Fenster zur Salzach hin entzog sich somit der erzbischöflichen Stadtaufsicht. Das Fenster wird angebracht worden sein, um eigene Salzachschiffe beladen zu können. Die Haunsberger, zeitweise auch Stadtkommandanten auf der Festung Hohensalzburg, waren „Erbausfergen“ und durften das Halleiner Salz per Schiff nach Laufen verfrachten. Die Schiffe dieser Familie konnten somit an der Flussseite des Stadtsitzes anzulegen, damit das Frachtgut ohne Kenntnis der erzbischöflichen Behörden abgewickelt werden konnte. Der Haunsberger Wohnturm in der Stadt Salzburg besaß zudem das Recht der „Kaiserlichen Freiheit“, dies beweist das hohe Ansehen dieser Familie hatte. Das Privileg lautet: „Wer einen in das Haus Geflohenen heimsucht, das heißt, mit Gewalt dort eindringt, um ihn zum Duell zu fordern oder zu verhaften, dem sei die Hand abgehackt. Es soll auch kein Richter diesen aus dem Haus nehmen (abführen)“.
Die Haunsperger sind im 14. Jahrhundert bis 1638 auf dem Ansitz in der Prenzingerau nachweisbar.
Um 1400 soll an der Stelle des heutigen Schlosses Goldenstein ein erster, von den Haunspergern errichteter Wehrbau gestanden haben. Michael Haunsberger („michel der Hawnsperger“) ist der 1417 der erste bekannte Besitzer aus diesem Geschlecht. Dieser Michael Haunsberger, „zu Oberalm und Goldenstein“, der bereits im Jahre 1388 urkundete, besaß nicht nur Goldenstein, sondern auch den Sitz in Oberalm, das heutige Schloss Haunsperg, den er 1388 erworben hatte. Bei einer Erbaufteilung 1418 fiel der Besitz in Oberalm an Hartwig von Haunsperg. Der Ansitz wurde dann 1596 von Juliana von Haunsperg in ihre erste Ehe mit Georg Trauner von Adelstetten eingebracht. Nach dem Tod des Michael wird sein Schwiegersohn Ritter Ulrich von Fladnitz als Eigentümer auf Goldenstein angeführt.
Kurzfristig war auch Schloss Kahlsperg im Besitz der Haunsperger; diese Herrschaft war 1612 von Wolf Sigmund von Haunsperg erworben worden. Franz Rudolf von Haunsperg verkaufte den Besitz 1637 an Katharina von Lodron.
Christof Theumer (Taimer) hat die Herrschaft Mühlheim am Inn an Sebastian und Magdalena von Haunsperg verkauft. Von diesen wurde für die dortige Pfarrkirche eine Jahrtagsstiftung errichtet. Die Erhebung von Mühlheim zu einer Hofmark fällt in die Jahre 1591–1608. Sebastian Haunsperg starb nach kurzer Zeit, sein Sohn Ferdinand übernahm die Herrschaft, starb aber auch schon bald. Ein Marmorstein in der Pfarrkirche Mühlheim aus dem Jahre 1616 enthält das Haunsperg'sche und Alt'sche Wappen und erwähnt die Geschichte von Ferdinands Tod und dem Tod seiner Mutter Magdalena: „Zu christseligster Gedächtnis hat der Gestreng und Edl Herr Ferdinand von Haunsperg zu Milhaim gewester Kammerer verlobt, diesen Thurm (Mühlheim) 40 Schuh (28- 32 cm pro Schuh, ca. 12 Meter) hoch über die Kirchen zu heben. Die weilen er aber hiernieder christlich gestorben, hat dessen Frau Mutter Magdalena von Haunsperg, geborne Althin, Wittib, dieses Werk verrichten lassen ein taussend sechshundert und sechszehn jar.“ 
Durch Heirat von Wolf Adam von Haunsperg kommt 1596 Schloss Seeburg bei Seekirchen am Wallersee bis 1605 in den Besitz der Haunsperger. Auf den Wolf Adam folgen Neidhart von Haunsberg und Christoph von Haunsberg, unter dem das dortige Urbaramt bereits 1600 aufgelöst wurde. 1605 heiratete Juliane von Haunsperg den Salzburger Kammerherrn Levin von Mortaigne und der Besitz ging an diesen und dann an ihren Sohn Johann Dietrich von Mortaigne über.
Das Johannesschlössl auf dem Mönchsberg in Salzburg kam durch die Tochter Magdalena des Salzburger Bürgermeisters Ludwig Alt 1586 an den fürstlichen Rat und Untermarschall Sebastian von Haunsperg. Von den Haunspergern erwarb es dann 1589 Fürsterzbischof Wolf Dietrich von Raitenau.

### Bayerische Besitzungen der Haunsperger
Im 12. Jahrhundert war die Burg Kemnat (heute ist Kemnat ein Ortsteil von Burtenbach) im Besitz der Herren von Haunsberg. Der Name des Ortes Kemnat „Cheminata“ ist erstmals 1184 beurkundet und wird von dieser Burg abgeleitet (Kemenate). Von den Haunsbergern ging die Grundherrschaft an das Kloster Ursberg über. An der Stelle der Burg Kemnat steht heute am Burgberg die Katholische Pfarrkirche St. Georg. Ein „Von Haunsberg Weg“ erinnert in Kemnat noch an diese Zeit.
1414 erbauten Martin und Hans von Haunsperg die Burg Vachenlueg in der heutigen Gemeinde Anger im Landkreis Berchtesgadener Land. In der Folge werden Vertreter dieses Familienzweiges vielfach als „von Haunsperg zu Vachenlueg“ (mit Varianten wie „Vahenlueg“, „Fahenlueg“, „Fachenlueg“) geführt. Nachdem im Jahr 1724 der kurbayrische Rat Graf von Haunsperg gestorben war, verkauften dessen Erben (darunter die Grafen Arco und die die Freiherren von Ow) die Herrschaft Vachenlueg.
Am 29. September 1558 wurde Schloss und Hofmark zu Neufahrn von Hans von Münichau zu Laberweinting an Wolf von Haunsperg zu Fachenlueg, fürstlich salzburgischer Rat, verkauft. Ein Streit über diesen Besitz unter seinen Söhnen, den Brüdern Christoph, Sebastian und Wolfgang von Haunsperg, zog sich über die Jahrhundertwende hin, obwohl bereits am 5. November 1588 eine gerichtliche Teilung des väterlichen und mütterlichen Erbgutes stattgefunden hatte. Im Juni 1633 wurde Neufahrn im Dreißigjährigen Krieg durch schwedische Truppen zerstört. Erst 1635 schloss Johann Jakob von Haunsperg mit dem Bruder Franz Rudolf einen Vertrag über die endgültige Teilung ihrer Erbgüter Fachenlueg und Neufahrn. Von da an bis zum Ende der Haunspergschen Herrschaft in Neufahrn im Jahre 1698 gab es keine Streitereien mehr um diese Besitzung. Nach dem Aussterben der gräflichen Haunspergschen Familie ging Neufahrn auf dem Erbweg an den Grafen Emanuel von Arco über.
Die Hofmark und das Schloss Schwindegg verkaufte Veit zu Pappenheim 1591 an Sebastian von Haunsperg. Der jetzige Renaissancevierflügelbau mit Ecktürmen und Torturm wurde von ihm ab 1594 auf mittelalterlichen Grundmauern erbaut. Sein Erbe Ferdinand von Haunsperg führt 1606 den Schlossbau weiter. Dessen zweite Frau Catharina von Maxlrain vollendet ab 1608 wahrscheinlich das Bauwerk. 1620 erwirbt Herzog Albrecht von Bayern Schloss und Hofmark. Zum Schloss gehören das sogenannte Vorschloss (ehemaliger Wirtschaftshof) mit zwei Stalltrakten aus der Zeit um 1750 und der Schlosspark aus dem 19. Jahrhundert. 1816 kam das Schloss in den Besitz der Familie von Moreau.
In der zweiten Hälfte des 16. Jahrhunderts waren die Haunsberger als Inhaber der Hofmark Mitterskirchen in dieser Gemeinde im Rottal ansässig. 1569 hatte Susanne Schweikhard, geb. Leoprechting, Wilhelm Haunsperger heiratet. 1569 erbt Haimeran, der Bruder des Wilhelm, die Hofmark Mitterskirchen. Der Grabstein des Haimeran ist am Eingang der Pfarrkirche eingemauert. Durch die Heirat der Brigitta von Haunsperg, geb. Leublfing und Witwe des Wilhelm Haunsperger, mit Hanns Jakob von Closen zu Gern kommt die Hormark 1584 an das Geschlecht der Closen. Das Gemeindewappen von Mitterskirchen enthält mit dem Gegenzinnenbalken und den gekerbten Stäben das Familienwappen der 1670 in den Grafenstand erhobenen Herren von Haunsberg.
Der Barockbaumeister Giovanni Antonio Viscardi hat von dem Grafen Franz von Haunsperg die Anordnung, das Schloss Hofberg zu errichten, erhalten.
Die Haunsperger waren auch Mitbesitzer waren auf Schloss Zaitzkofen, da die letztgeborene Gräfin von Haunsperg einen Grafen von Königsfeld aus Zaitzkofen geheiratet hatte. Maria Katerina Gräfin von Königsfeld, geb. Gräfin von Haunsperg, starb zu Zaitzkofen in Bayern am 9. Jänner 1724 im Alter von 74 Jahren als letzte ihres Geschlechtes. Auch der kurbayrische Rat Johann Jacob Graf von Haunsperg zu Vahenlueg und Neufahrn starb 1724 als letzter dieser Linie seines Geschlechts zu Landshut (Niederbayern).

## Standeserhöhungen
1601 wird den Haunspergern eine Verbesserung ihres Wappens um das der ausgestorbenen Alben und der Achaims zugestanden. Am 19. Januar 1636 wurden die Gebrüder Johann Jacob und Franz Rodolf von Haunsperg in den „edlen Frei- und Panier-Herrenstand des Heiligen römischen Reiches und der Erblande“ erhoben; dies wurde am 13. Juni 1636 in Salzburg publiziert. Franz Rudolf von Haunsperg (1662–1669) war Komtur vom Deutschen Ritterorden in Öttingen.
Am 13. September 1670 wurde Johann Jakob Franz Bonaventura Reichsfreiherr von Haunsperg und Kurbayerischer Vicedom zu Landshut von Kaiser Leopold I. in den Reichs- und erblichen Grafenstand mit dem Privilegio des non uso (Nichtgebrauch) erhoben.

## Wappen der Haunsperger
Das Stammwappen der Haunsperger ist in schwarz gehalten und beinhaltet zwei einander zugekehrte Steigbäume (oder Schlüsselbärte). Das Kleinod sind ebenfalls diese zwei Steigbäume, die oben mit einem Federbusch bedeckt sind.
Am 15. November 1601 erhalten Wolf Sigmund, Johann Christoph, Willibald und Christoph Hartmann von Haunsperg eine Vermehrung ihres Wappens um das der ausgestorbenen Herren von Alm und der erloschenen Aichaim. Das Herzschild ist nun quadriert, im ersten und vierten Quadranten ist ein goldener Pfahl von den Alben, im zweiten und dritten ein in Rot gehaltener beiderseits gezinnter Querbalken der Achaims. Auf dem Wappen sind zwei Helme, der erste ist der der Haunsperger, der zweite ist ein silbern gestülpter, roter Hut; aus dem Stulp ragen zwei rote Hörner mit silbernen Stangen. Die Decken sind rot-silbern (Herkunft von den Achaim).
Das freiherrliche Schild von 1636 ist beinahe mit dem von 1601 identisch. Es sind hier aber drei Helme zu sehen, der erste ist ein offener schwarzer, je mit einem goldenen Pfahl belegter Flug, die Decken sind schwarz-golden (von den Alben); der zweit ist der Helm der Haunsperger; der dritte stammt von den Achaims.
Anlässlich der Erhebung in den Reichsgrafenstand von 1670 wurde das Wappen nochmals geändert. Es ist wieder quadriert, erster Quadrant ist das Haunsperger Zeichen, im zweiten ist auf schwarzem Grund ein silberner Dreiberg mit einem goldenen Farnkraut (stammend von den Watzmannsdorfern); der dritte enthält das Zeichen der Alben und der vierte das der von Achaim. Auf dem Wappen sind drei Helme: der erste ist der der Haunsperger, der zweite zeigt zwischen dem offenen Flug der Alben einen hohen goldenen Hut, oben mit einer Feder besteckt von den Watzmannsdorfern und schwarz-goldenen (rechts) bzw. rot-silbernen (links) Decken versehen, der dritte ist der der Achaim.

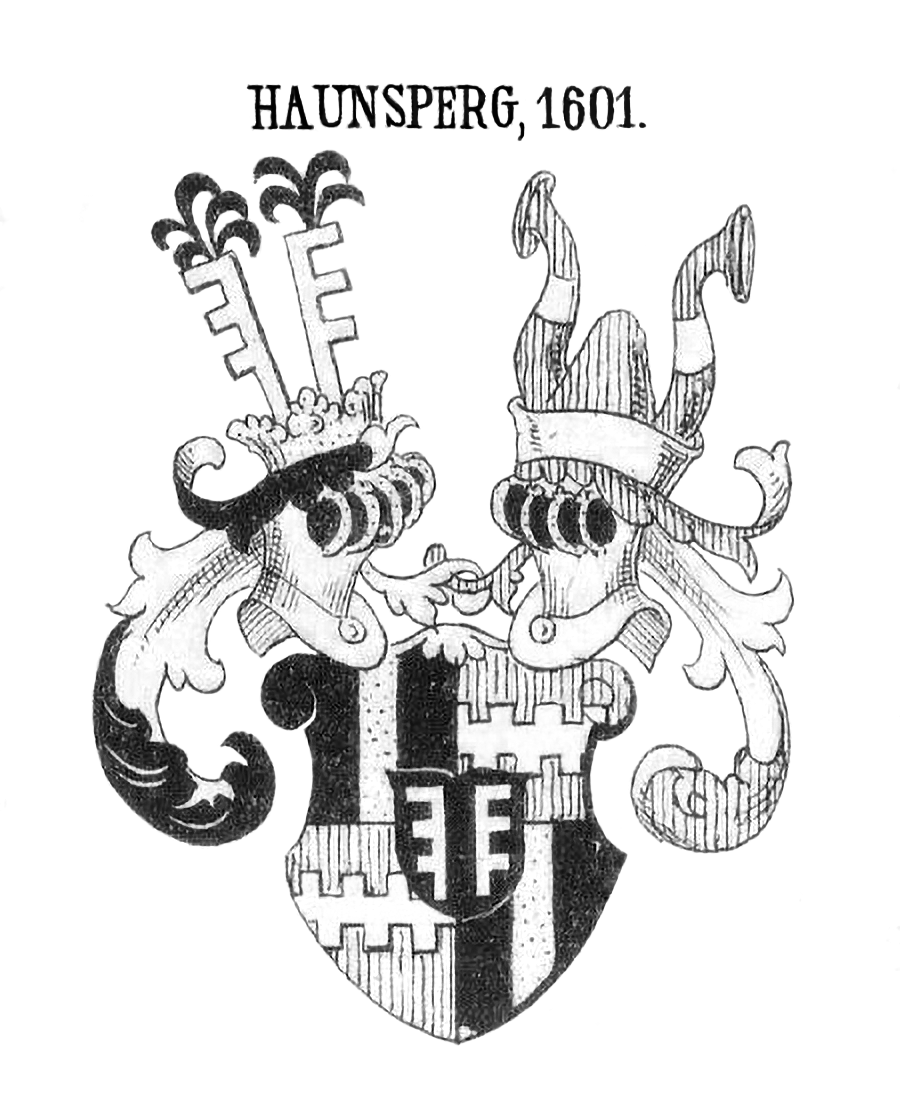
Verbessertes Wappen der Haunsperger von 1601 nach Johann Siebmachers Wappen-Buch
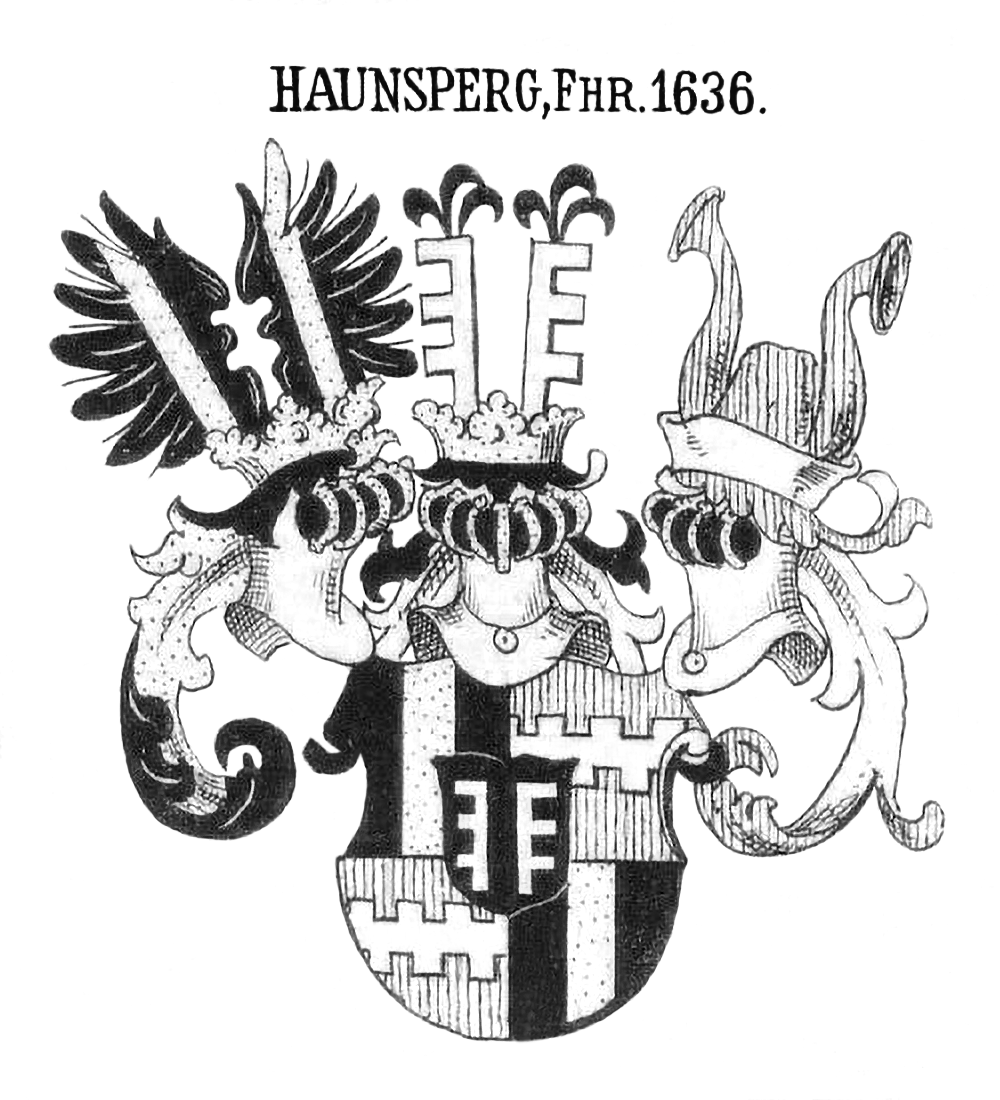
Freiherrliches Wappen der Haunsperger von 1636 nach Johann Siebmachers Wappen-Buch
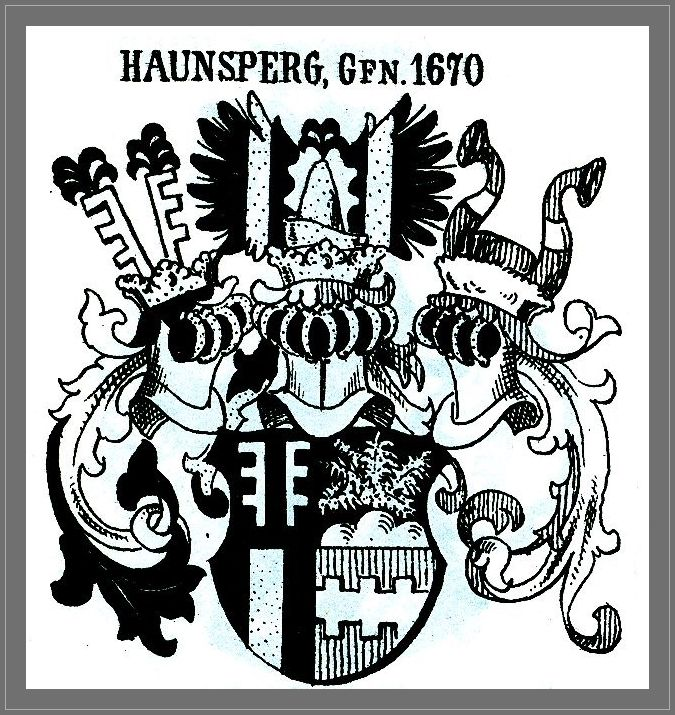
Gräfliches Wappen der Haunsperger von 1670 nach Johann Siebmachers Wappen-Buch

## Persönlichkeiten
- Wolfgang von Haunsperg († 9. November 1564), Pfleger in Laufen an der Salzach, war mit Gertraud Weitmoser (1534–1575) verheiratet.[7]
- Jakob von Haunsperg von Vachenlueg († 1590) verfasste 1587 die Familienchronik der Haunsperger.[1]

## Reminiszenzen an die Haunsperger
In der Stadt Salzburg ist die Haunspergstraße in der Elisabeth-Vorstadt nach diesem Geschlecht benannt. Auf den Von-Haunsberg-Weg in Burtenbach wurde bereits verwiesen.
Das Wappen der Gemeinde Mattsee ist ein „im roten Feld ein silberner, von einem aufrecht gestellten flammenden Schwert mit goldenem Griff belegter silberner Pfahl, der beiderseits von je einem auswärts gekehrten, silbernen Spießträger begleitet ist.“ Die Spießträger sind dem Wappen der Herren von Haunsperg entnommen, von denen sich ein Zweig „von Mattsee“ nannte. Allerdings hatte der Burggraf von Haunsberg im Zuge des Deutschen Thronstreits zwischen Ludwig dem Bayern und dem Herzog Friedrich 1319 Mattsee mit Salzburger Truppen überfallen und niedergebrannt. Auch das Gemeindewappen von Mitterskirchen enthält einen Teil des Wappens der Haunsperger.